# Zkamenělá řeka
Zkamenělá řeka je přírodní zajímavost, která se nachází poblíž obce Nejepín v okrese Havlíčkův Brod. Je to proud rulových balvanů, který vzhledem připomíná zkamenělou rozbouřenou řeku. Nachází se na modré turistické trase vedoucí z Uhelné Příbrami do obce Nejepín.